# Chalcides armitagei
Chalcides armitagei är en ödleart som beskrevs av George Albert Boulenger 1920. Chalcides armitagei ingår i släktet Chalcides och familjen skinkar. Inga underarter finns listade i Catalogue of Life.
Artepitetet hedrar H.E. Capt. C.H. Armitage som hittade de första exemplaren och som överlämnade de till vetenskapen.
Denna ödla förekommer vid havet i Gambia, norra Guinea-Bissau och södra Senegal. Arten lever i sanddyner och på odlingsmark. Den gömmer sig lövskiktet och i den låga växtligheten. Denna skink har antagligen insekter som föda. Honor lägger inga ägg utan föder levande ungar.
Landskapets omvandling till människans behov hotar beståndet. En stigande havsnivå kan påverka arten negativ i framtiden. IUCN listar arten som nära hotad (NT).